# Brytyjska rodzina królewska
Brytyjska rodzina królewska (ang. British Royal Family) – grupa osób, które łączą bezpośrednie relacje rodzinne z monarchą brytyjskim.

## Charakterystyka
Nie ma żadnych prawnych uregulowań co do przynależności do rodziny królewskiej, dlatego można spotkać się z różnymi listami osób uważanych za jej członków. Osoby z tytułami Jego lub Jej Królewskiej Mości (ang. His/Her Majesty) czy też Jego lub Jej Królewskiej Wysokości (His/Her Royal Highness) są uważane niepodważalnie za członków rodziny królewskiej.
Obowiązuje zwyczaj, że do rodziny królewskiej zaliczani są:
- monarcha brytyjski (król lub królowa), jego małżonek/małżonka, owdowiali małżonkowie poprzednich monarchów (jak np. Elżbieta, królowa matka),
- dzieci monarchy oraz wnuki monarchy w linii męskiej (książęta i księżniczki),
- małżonki i owdowiałe małżonki synów monarchy oraz wnuków monarchy w linii męskiej (nie dotyczy małżonków monarszych córek lub wnuczek),
- przed rokiem 1917 także prawnuki monarchy w linii męskiej nosiły królewskie tytuły – oraz małżonki tych książąt, jednak nie małżonkowie księżniczek.

Oficjalni członkowie rodziny królewskiej mają prawo od urodzenia do tytułu Książę Zjednoczonego Królestwa (Prince of the United Kingdom).
Obecna brytyjska rodzina królewska jest przedstawicielem dynastii Windsorów (potomkowie Elżbiety II i Filipa Mountbattena, księcia Edynburga noszą formalnie nazwisko Mountbatten-Windsor; mimo iż najpewniej takie nazwisko będzie posiadał następca Elżbiety II, oficjalna nazwa rodu nie będzie zmieniona).

## Członkowie brytyjskiej rodziny królewskiej

### Obecni członkowie

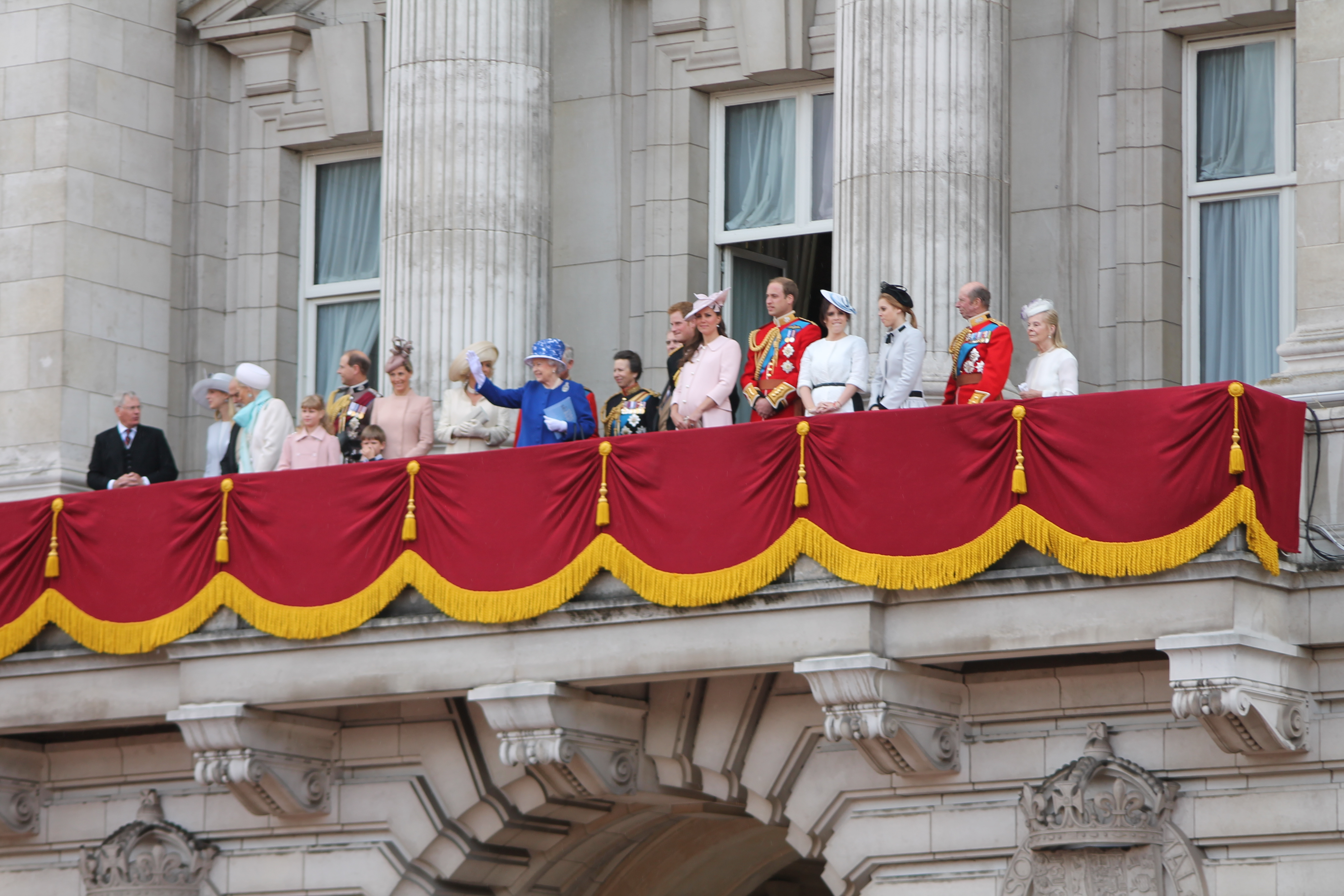
Brytyjska rodzina królewska na balkonie pałacu Buckingham w 2013

(na podstawie oficjalnej witryny internetowej monarchii brytyjskiej)
- król Zjednoczonego Królestwa Wielkiej Brytanii i Irlandii Północnej, Karol III
- królowa Zjednoczonego Królestwa Wielkiej Brytanii i Irlandii Północnej, Kamila (małżonka króla Karola III)
- książę Walii, Wilhelm i księżna Walii, Katarzyna oraz książę Jerzy, księżniczka Karolina i książę Ludwik (starszy syn króla Karola III, jego małżonka oraz ich dzieci)
- książę Yorku, Andrzej oraz księżniczki Beatrycze i Eugenia (syn królowej Elżbiety II i jego córki)
- książę Edynburga, Edward i księżna Edynburga, Zofia oraz Jakub, hrabia Wessexu i Lady Ludwika Windsor (najmłodszy syn królowej Elżbiety II i jego małżonka oraz ich syn i córka)
- Księżniczka Królewska Anna (córka królowej Elżbiety II)
- książę Gloucesteru, Ryszard i księżna Gloucesteru, Brygida (wnuk króla Jerzego V i jego małżonka)
- książę Kentu, Edward i księżna Kentu, Katarzyna (wnuk króla Jerzego V i jego małżonka)
- książę Michał z Kentu i Marie Christine, księżna Michael z Kentu (wnuk króla Jerzego V i jego małżonka)
- Lady Ogilvy, księżniczka Aleksandra (wnuczka króla Jerzego V)
- książę Sussexu, Henryk i księżna Sussexu, Meghan, książę Archie oraz księżniczka Lilibet (młodszy syn króla Karola III i jego małżonka, ich syn oraz córka)

### Nieformalni członkowie
Lista osób z dalszej rodziny, lub pozbawionych królewskich godności, np. ze względu na pochodzenie w linii żeńskiej (jak dzieci księżniczki Anny). Lista jest niepełna, bo niemożliwa do jasnego określenia, gdyż wiele osób łączą z brytyjskimi monarchami więzi rodzinne.

#### Pokolenie młodsze
- wiceadmirał Timothy Laurence (mąż księżniczki królewskiej, Anny)
- Peter Phillips i Zara Phillips (syn i córka księżniczki królewskiej, wnukowie Elżbiety II)
- David, hrabia Snowdon (syn księżniczki Małgorzaty, siostry królowej), jego żona i ich dzieci
- lady Sarah Chatto (córka ks. Małgorzaty), jej mąż i dzieci
- hrabia i hrabina Ulsteru (syn księcia Gloucesteru i jego żona)
- lady Davina Lewis i Pan Gary Lewis (starsza córka ks. Gloucesteru i jej mąż)
- lady Rose Windsor (młodsza córka ks. Gloucesteru)
- hrabia i hrabina St Andrews (syn księcia Kentu i jego żona) oraz ich dzieci
- lady Helen Taylor (córka ks. Kentu), jej mąż i dzieci
- lord Nicholas Windsor i Lady Nicholas Windsor (najmłodszy syn ks. Kentu i jego żona)
- Lord i Lady Frederick Windsor (syn księcia Michaela z Kentu i jego żona oraz ich dzieci)
- Lady Gabriela Kingston (córka księcia Michaela z Kentu)
- Pan i Pani James Ogilvy (syn księżniczki Alexandry i jego żona) i ich dzieci (Alexander Charles i Flora Alexandra)
- Pani Marina Ogilvy (córka ks. Aleksandry) i jej dzieci (Christian Mowatt i Zenouska Mowatt)

#### Krewni ze starszych pokoleń rodu królewskiego (wybrani)
- rodzina hrabiego Harewood (wnuka króla Jerzego V przez jego córkę Marię, księżniczkę królewską), jego druga żona i jego dzieci oraz wnuki
- książę Fife (The Duke of Fife) (prawnuk Edwarda VII w linii żeńskiej) oraz jego dzieci i wnuki
- Lady Saltoun (wdowa po Alexandrze Ramsayu of Mar, prawnuku w linii żeńskiej królowej Wiktorii), i jej dzieci oraz wnuki
- markiz Milford Haven (wnuk George’a Mountbattena, drugiego markiza Milford Haven, pierwszy kuzyn księcia Edynburga) i jego rodzina
- lady Hicks (młodsza córka Louisa Mountbattena, pierwszego hrabiego Mountbatten of Burma, najbliższa kuzynka księcia Edynburga) i jej rodzina

Żadna z tych osób nie otrzymuje państwowych funduszy, ale królowa Elżbieta II angażowała je do różnych rodzinnych funkcji i zapraszała na królewskie uroczystości (jak złoty jubileusz królowej) lub państwowe pogrzeby.
Obecnie żyją dwie osoby, które były małżonkami brytyjskich książąt (dwaj byli członkowie rodziny królewskiej):
- Sara, księżna Yorku (Duchess of York) (była żona księcia Andrzeja)
- kapitan Mark Phillips (pierwszy mąż księżniczki królewskiej)

#### Zmarli członkowie rodziny
- Alice, księżna Gloucester (synowa króla Jerzego V)
- Elżbieta, królowa matka (matka królowej Elżbiety II)
- księżniczka Małgorzata, hrabina Snowdon (siostra królowej Elżbiety II)
- Diana, księżna Walii (pierwsza żona Karola, księcia Walii)
- George Lascelles, hrabia Harewood (syn córki Jerzego V Marii Windsor)
- Antony Armstrong-Jones, 1. hrabia Snowdon (były mąż księżniczki Małgorzaty)
- Patrycja, hrabina Mountbatten of Burma (najstarsza córka Louisa Mountbattena)
- książę Edynburga, Filip (małżonek królowej Elżbiety II)
- królowa Zjednoczonego Królestwa Wielkiej Brytanii i Irlandii Północnej, Elżbieta II